# Little Inagua
Little Inagua est une île des Bahamas, située à 10 km  au nord-est de Great Inagua.
L'île est inhabitée et est classée au sein du Little Inagua National Park depuis 2002. C'est un habitat protégé pour les tortues de mer. 
C'est l'île inhabitée ayant la plus grande superficie de toutes les Caraïbes.